# Doris Posch
Doris Posch, née le 1er avril 1973 à Umhausen, est une coureuse cycliste autrichienne.

## Palmarès
- 1993
  -  Championne d'Autriche du contre-la-montre
  - 3e étape de Steiermark Rundfahrt
- 1994
  -  Championne d'Autriche du contre-la-montre
- 1995
  -  Championne d'Autriche du contre-la-montre
- 1996
  - 3e du championnat d'Autriche du contre-la-montre
- 1998
  - 3e du championnat d'Autriche du contre-la-montre
- 1999
  - 3e du championnat d'Autriche du contre-la-montre
- 2000
  -  Championne d'Autriche du contre-la-montre
- 2001
  -  Championne d'Autriche du contre-la-montre
  - 3e du Tour de Pologne
  - 3e du championnat d'Autriche sur route
  - 3e du Eko Tour
- 2002
  -  Championne d'Autriche du contre-la-montre
- 2003
  -  Championne d'Autriche du contre-la-montre
  - 3e du championnat d'Autriche sur route
- 2004
  - 2e du championnat d'Autriche du contre-la-montre
- 2011
  -  Championne d'Autriche du contre-la-montre

## Palmarès en VTT
- 2004
  - 3e du championnat d'Autriche de marathon
  - 5e du championnat du monde de VTT marathon
- 2005
  - 10e du championnat d'Europe de VTT marathon
- 2006
  -  Championne d'Autriche de marathon